# Ordine di battaglia della battaglia di Magenta

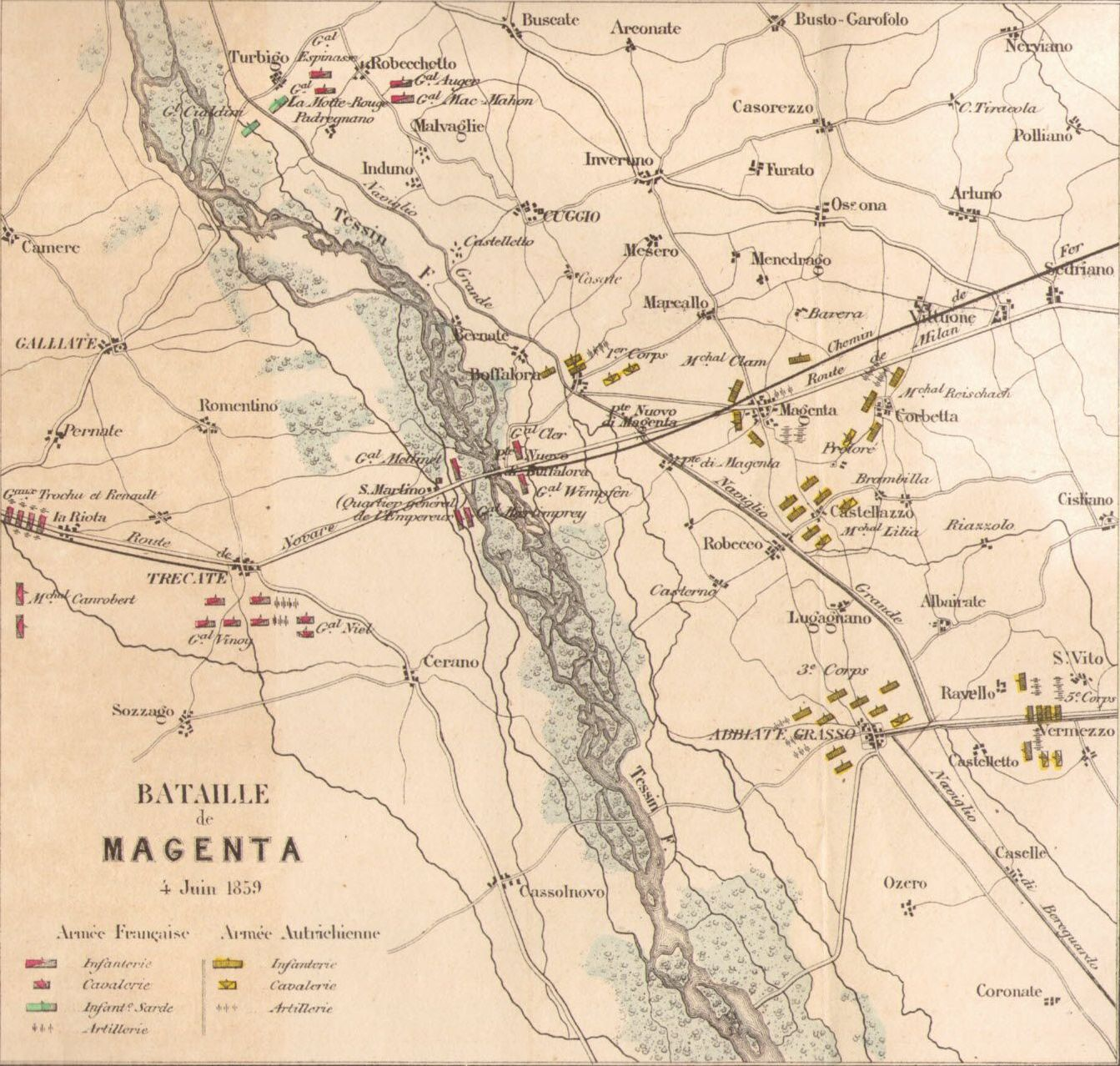
La posizione degli schieramenti alla battaglia di Magenta.

## Personalità di rilievo che presero parte alla Battaglia di Magenta
Quello che segue è un elenco delle principali personalità che presero parte alla battaglia di Magenta del 1859, in tutti gli schieramenti.

### Austriaci

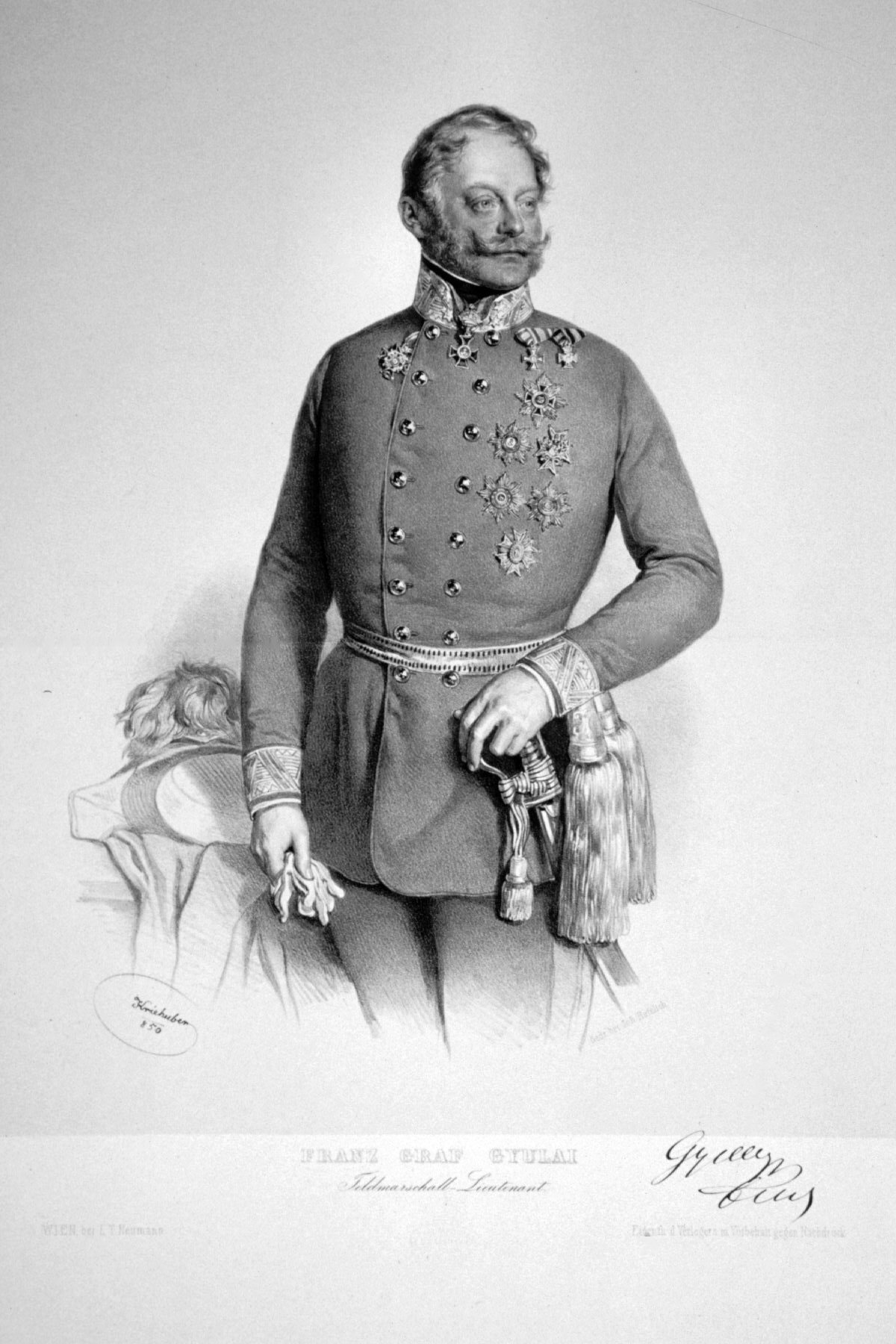
Il feldmaresciallo Ferencz Gyulaj

- Ferencz Gyulaj, Feldmaresciallo, Comandante delle Armate austriache in Italia e Viceré del Regno Lombardo-Veneto
- Ludwig von Sztankovics, Feldmaresciallo Luogotenente
- Ludwig von Benedek, Feldmaresciallo Luogotenente
- Eduard Clam-Gallas, Feldmaresciallo Luogotenente
- Franz von Kuhn und Kuhnenfeld, Feldmaresciallo Luogotenente
- Alessandro di Mensdorff, Feldmaresciallo Luogotenente
- Guglielmo Alberto di Montenuovo, Feldmaresciallo Luogotenente
- Franz von Schlick, Feldmaresciallo Luogotenente
- Karl von Urban, Feldmaresciallo Luogotenente
- Ludwig von Wallmoden-Gimborn, Feldmaresciallo Luogotenente
- Franz von Wimpffen, Feldmaresciallo Luogotenente
- Friedrich Zobel, Feldmaresciallo Luogotenente
- August von Stwrtnik, Feldmaresciallo Luogotenente
- Karl Clemens Lilia von Westegg, Feldmaresciallo Luogotenente
- Francesco V d'Asburgo-Este, osservatore
- Aloys Pállfy de Erdöd, Generale già Governatore del Veneto
- Leopold Edelsheim, Generale di fanteria
- Leopold von Weigl, Generale
- Hermann Thour von Fernburg, Capitano di fanteria
- Bruno von Montluisant, Generale di fanteria
- Friedrich von Beck-Rzikowsky, Generale di fanteria
- Ernst Hartung, Feldmaresciallo Luogotenente
- Wilhelm Ramming von Riedkirchen, Feldmaresciallo Luogotenente
- Ferdinand Poschacher von Poschach, Generale di fanteria (cacciatori)
- Eugen von Albori, Tenente di fanteria (cacciatori)
- Sigismund von Reischach, Feldmaresciallo Luogotenente
- Ludwig Karl Wilhelm von Gablenz, Feldmaresciallo Luogotenente
- Josef Philippovich von Philippsberg, Maggiore Generale di Cavalleria

### Francesi

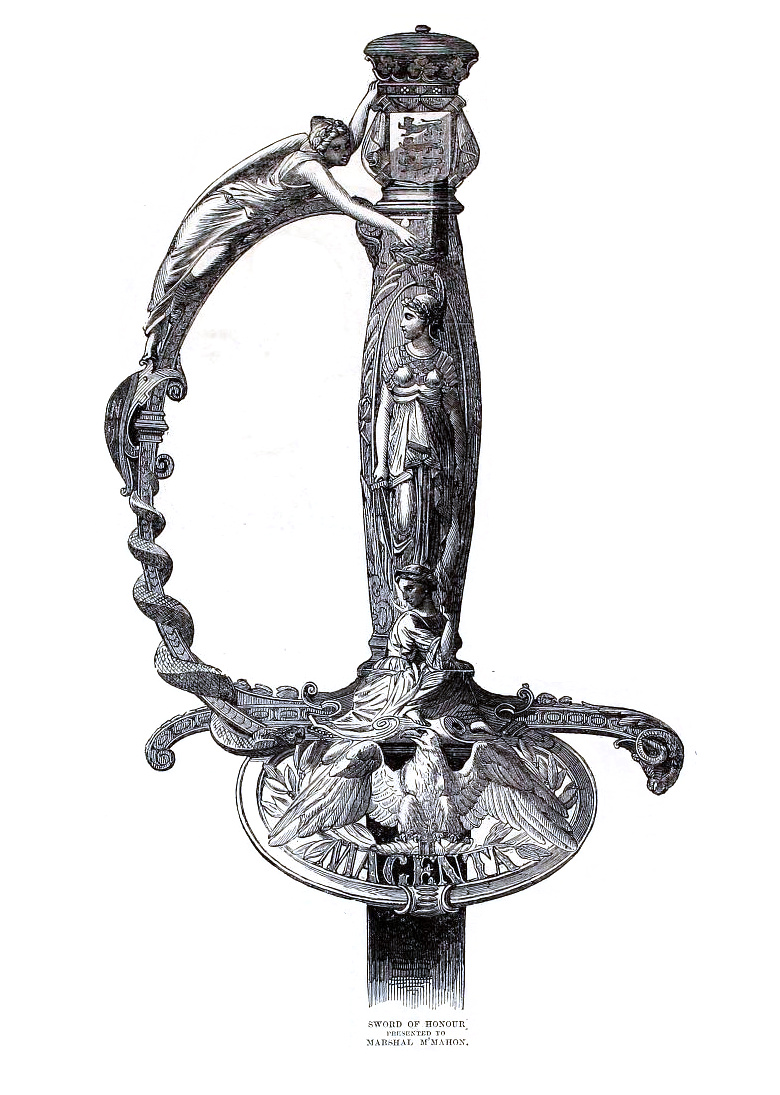
Litografia rappresentante l'elsa della spada d'onore donata nel 1860 al Duca di Magenta da Napoleone III: si noti lo stemma dei Mac Mahon nella parte superiore e la scritta MAGENTA nel paramano

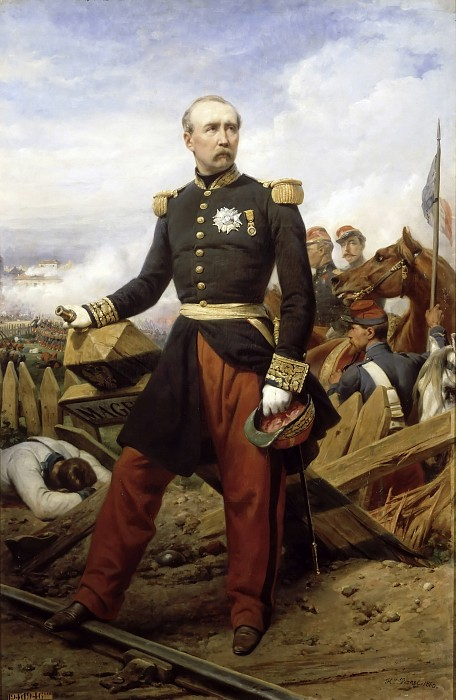
Il generale Patrice de Mac Mahon sul campo della battaglia di Magenta

- Napoleone Giuseppe Carlo Paolo Bonaparte, Comandante Generale del 5º Corpo d'Armata
- Charles Denis Bourbaki, Generale degli zuavi
- Balthazar De Polhes, Generale degli zuavi
- Gustave Cler, Generale degli zuavi, morto nello scontro
- Jacques Camou, Generale della guardia imperiale
- François Certain de Canrobert, Generale e Maresciallo di Francia
- Esprit Charles Marie Espinasse, Generale francese, morto nello scontro
- Patrice de Mac Mahon, Generale, Maresciallo di Francia, Duca di Magenta, poi Presidente della Repubblica Francese
- Auguste Regnaud de Saint-Jean d'Angély Generale e Maresciallo di Francia
- Joseph-Édouard de La Motterouge, Generale di Divisione
- Emmanuel Félix de Wimpffen, Generale di fanteria
- Pierre Louis Charles de Failly, Generale di fanteria
- Virgilio Estival, Ufficiale degli zuavi
- Aimable Pélissier, Generale di fanteria
- Adolphe Niel, Generale e Maresciallo di Francia
- Antoine Eugène Alfred Chanzy, Generale di cavalleria
- Philip Kearny, Generale di cavalleria
- Élie Frédéric Forey, Generale di fanteria
- Ange Auguste Martimprey, Generale di fanteria
- François Achille Bazaine, Generale di fanteria
- Martial Chazotte, Capitano degli zuavi della Guardia Imperiale
- Joseph Hommebon Richaud, Sottotenente degli zuavi
- Adrien Prévault, Sottotenente del 2º reggimento zuavi
- Allel Bou Korso, Sergente del 2º reggimento tiratori algerini
- Constantin Joseph Cornée, Tenente del reggimento cacciatori a cavallo della Guardia Imperiale
- Ernest Chenu, Sottotenente del 90º reggimento di fanteria in Algeria
- Adolphe Charles de Cauvigny, Colonnello della Guardia Imperiale
- Marie Louis Henry de Granet-Lacroix de Chabrières, Colonnello del 2º reggimento della Legione Straniera
- Alfred Dalton, Colonnello della Guardia Imperiale poi generale

### Piemontesi
- Manfredo Fanti, Generale

### Assistenza neutrale
- Benedetto Menni, volontario ai soccorsi, poi religioso del Fatebenefratelli e infine santificato

## Ordine di battaglia

### Esercito Austriaco

#### 2ª Armata Imperiale Austriaca
Quartier Generale
Comandante
- Comandante: feldmaresciallo conte Ferencz Giulaj von Maros-Németh und Nadaska
- Comandante a lato: generale conte Ludwig von Wallmoden-Gimborn

Stato Maggiore
- Capo: colonnello barone Franz von Kuhn und Kuhnenfeld
- 1º aiutante: maresciallo barone Ludwig von Sztankovics
- 2º aiutante: tenente colonnello Ferdinand Křiž
- Comandante d'artiglieria: maresciallo barone August von Stwrtnik
- Comandante genio: colonnello Gideon Radó de Szent-Mártony
- Intendente: cavaliere Ceschi di Santa Croce
- Osservatore: duca Francesco V di Modena
- Osservatore: colonnello von Rendern (addetto militare prussiano)

Reparti
- 5ª Compagnia pionieri (1103 uomini e 66 cavalli)
- 14 equipaggi da ponte, ognuno per 53 metri di ponte (552 uomini e 744 cavalli)
- Battaglione di fanteria di Stato Maggiore (878 uomini)
- Due squadroni dragoni di Stato Maggiore (412 uomini e 392 cavalli)
- Squadrone gendarmi (79 uomini e 30 cavalli)

Truppe dei presidi
(66.845 uomini, 1693 cavalli e 16 pezzi)
- Comandante: feldmaresciallo barone Franz von Mertens (con comando di sede a Trieste)
- Capo di Stato Maggiore: maggiore von Schraefer
- 48 Battaglioni
- 6 squadroni
- 16 pezzi d'artiglieria

1º Corpo d'Armata
(10.727 uomini e 48 pezzi)
Comandante
- Comandante: Feldmaresciallo Luogotenente Conte Clam-Gallas
- Aiutante di campo: Tenente Colonnello Alois Pokorny von Fürstenschild
- Capo di Stato Maggiore: Colonnello Thom
- Comandante d'artiglieria: Colonnello Josef Hutschenreiter von Glinzendorf

1ª Divisione
- Comandante: Feldmaresciallo Luogotenente Conte Guglielmo Alberto di Montenuovo
- Brigata Burdina
  - 2º Battaglione cacciatori
  - 60º Reggimento Principe Wasa su 4 battaglioni
  - 1ª Batteria a piedi del 1º Reggimento
- Brigata Barone de Paszthory
  - 24º Battaglione cacciatori
  - 16º Reggimento Von Wernhardt su 4 battaglioni
  - 3ª Batteria a piedi del 1º reggimento
- Brigata Brunner
  - 1º Battaglione del 2º Reggimento del Banato
  - 29º Reggimento Conte Thun un Hohenstein su 4 battaglioni
  - 2ª batteria a piedi del 1º reggimento

2ª Divisione
- Comandante: Feldmaresciallo Luogotenente Franz von Cordon
- Brigata Conte von Hoditz
  - 14º Battaglione cacciatori
  - 48º Reggimento Arciduca Ernesto su 4 battaglioni
  - 4ª Batteria a piedi del 1º Reggimento
- Brigata Barone De Reznicek
  - 2º Battaglione del 2º Reggimento del Banato
  - 37º Reggimento Arciduca Giuseppe su 4 battaglioni
  - 16ª Batteria a cavallo del 1º Reggimento
- Riserva di Corpo d'Armata
  - Batteria su 8 pezzi
  - mezza 7ª Batteria a razzi
  - 4 squadroni del 1º Reggimento ulani della Divisione di cavalleria Mensdorff

2º Corpo d'Armata
(22.689 uomini, 760 cavalli e 56 pezzi)
Comandante
- Comandante: feldmaresciallo luogotenente Edoardo Francesco del Liechtenstein
- Aiutante di campo: tenente colonnello Vincenz von Abele
- Capo di Stato Maggiore: maggiore Joseph von Döpfner
- Comandante d'artiglieria: tenente colonnello Loy

1ª Divisione
- Comandante: feldmaresciallo luogotenente barone Georg Jelačić von Bužim
- Brigata Szabò
  - 7º Battaglione cacciatori
  - 12º Reggimento Arciduca Guglielmo su 4 battaglioni
  - 9ª Batteria a cavallo del 7º Reggimento
- Brigata Koudelka
  - 21º Battaglione cacciatori
  - 9º Reggimento Conte Hartmann su 4 battaglioni
  - 5ª Batteria a cavallo del 2º Reggimento

2ª Divisione
- Comandante: Feldmaresciallo Luogotenente Herdy
- Brigata De Baltin
  - 10º Battaglione cacciatori
  - 9º Reggimento Conte Hartmann su 4 battaglioni
  - 5ª Batteria a piedi del 2º Reggimento

Riserva di Corpo d'Armata
- 18ª Batteria a razzi su 8 pezzi
- 2 Batterie di artiglieria ognuna su 8 pezzi
- 4 squadroni del 12º Reggimento ulani Re delle Due Sicilie
- 4ª compagnia di sanità

3º Corpo d'Armata
(28.051 uomini, 3.246 cavalli e 56 pezzi)
Comandante
- Comandante: feldmaresciallo luogotenente principe Edmund di Schwarzenberg
- Aiutante di campo: maggiore Ludwig von Pulz
- Capo di Stato Maggiore: maggiore Adolf von Catty
- Comandante d'artiglieria: colonnello Werner

1ª Divisione
- Comandante: feldmaresciallo luogotenente Adolph von Schönberg
- Brigata Duerfeld
  - 15º Battaglione cacciatori
  - 58º Reggimento Arciduca Stefano su 4 battaglioni
  - 1ª Batteria a piedi da 6 del 3º Reggimento
- Brigata Barone Ramming
  - 13º Battaglione cacciatori
  - 27º Reggimento Re dei Belgi su 4 battaglioni
  - 2ª Batteria a piedi da 6 del 3º Reggimento

2ª Divisione
- Comandante: feldmaresciallo luogotenente barone Joseph Martini von Nosedo
- Brigata Barone Wetzlar
  - 2º Battaglione del 2º Reggimento confinario Otocac
  - 5º Reggimento Principe Liechtenstein su 4 battaglioni
  - 4ª Batteria a piedi da 6 del 3º Reggimento
- Brigata Hartung
  - 23º Battaglione cacciatori
  - 14º Reggimento Granduca d'Assia su 4 battaglioni
  - 3ª Batteria a piedi da 6 del 3º Reggimento

Riserva di Corpo d'Armata
- 7ª Batteria a piedi da 12 del 3º Reggimento
- 11ª Batteria a cavallo del 3º Reggimento
- 10ª Batteria a razzi su 8 pezzi
- 10º Reggimento ussari Re di Prussia su 8 squadroni
- 3ª compagnia di sanità

5º Corpo d'Armata
(23.167 uomini, 1.950 cavalli e 72 pezzi)
Comandante
- Comandante: feldmaresciallo luogotenente conte Philipp von Stadion und Thannhausen
- Aiutante di campo: maggiore Karl Bienerth
- Capo di Stato Maggiore: colonnello Ringelsheim
- Comandante d'artiglieria: colonnello Kalbfleisch

1ª Divisione
- Comandante: feldmaresciallo luogotenente barone Franz Xaver von Paumgartten
- Brigata von Gaal
  - Reggimento confinario Liccani su 1 battaglione
  - 3º Reggimento Arciduca Carlo su 4 battaglioni
  - 3ª Batteria a piedi da 6 del 3º Reggimento
- Brigata Principe d'Assia
  - 4º Battaglione cacciatori
  - 31º Reggimento Barone von Culoz su 4 battaglioni
  - 11ª Batteria a cavallo del 5º Reggimento
- Brigata von Bils
  - 2º Battaglione del reggimento confinario Ogulin
  - 47º Reggimento Conte Kinsky
  - 6ª Batteria a piedi del 5º Reggimento

2ª Divisione
- Comandante: Feldmaresciallo luogotenente conte Leopold von Sternberg
- Brigata Barone Koller
  - 1º Battaglione del 2º Reggimento confinario Ogulin
  - 32º Reggimento Arciduca Francesco Ferdinando d'Este su 4 battaglioni
  - 2ª Batteria a piedi da 6 del 5º Reggimento
- Brigata Conte Festetics
  - 6º Battaglione cacciatori
  - 21º Reggimento Barone von Reischach su 4 battaglioni
  - 8ª Batteria a cavallo del 5º Reggimento

Riserva di Corpo d'Armata
- 7ª Batteria a piedi da 12 del 5º Reggimento
- 10ª Batteria a cavallo del 5º Reggimento
- 5ª Batteria a razzi su 8 pezzi
- 12º Reggimento ussari Re delle Due Sicilie su 4 squadroni
- 5ª compagnia di sanità

7º Corpo d'Armata
(24.802 uomini, 2.286 cavalli e 48 pezzi)
Comandante
- Comandante: feldmaresciallo luogotenente barone Friedrich Zobel
- Aiutante di campo: maggiore Rosborsky
- Capo di Stato Maggiore: tenente colonnello Bartels
- Comandante d'artiglieria: tenente colonnello Bareis

1ª Divisione
- Comandante: feldmaresciallo luogotenente barone Sigismund von Reischach
- Brigata von Lebzeltern
  - Reggimento di fanteria Imperatore su 4 battaglioni
  - 1ª Batteria a piedi da 6 del 7º Reggimento
- Brigata Barone Gablenz
  - 3º Battaglione del reggimento cacciatori Imperatore
  - 54º Reggimento Barone Gruber su 4 battaglioni
  - 8ª Batteria a cavallo del 7º Reggimento

2ª Divisione
- Comandante: Feldmaresciallo Luogotenente cavaliere Karl Clemens Lilia von Westegg
- Brigata von Weigl
  - 53º Reggimento Arciduca Leopoldo su 4 battaglioni
  - 2ª Batteria a piedi da 6 del 7º Reggimento
- Brigata von Dondorf
  - 2º Reggimento confinario Otocac su 1 battaglione
  - 22º Reggimento Conte Wimpffen su 4 battaglioni (italiani di Trieste)
  - 3ª Batteria a cavallo del 7º Reggimento

Riserva di Corpo d'Armata
- 10ª Batteria a piedi da 6 del 7º Reggimento
- mezza 7ª Batteria a razzi su 4 pezzi
- 1º Reggimento ussari Imperatore su 4 squadroni
- 7ª compagnia di sanità

8º Corpo d'Armata
(26.520 uomini, 2.360 cavalli e 48 pezzi)
Comandante
- Comandante: feldmaresciallo luogotenente cavaliere Ludwig von Benedek
- Aiutante di campo: maggiore Stubenrauch
- Capo di Stato Maggiore: maggiore Eduard von Litzelhofen
- Comandante d'artiglieria: colonnello Stark

1ª Divisione
- Comandante: Feldmaresciallo Luogotenente Joseph von Berger
- Brigata von Verannemann
  - 2º Battaglione del reggimento cacciatori Imperatore
  - 7º Reggimento Barone Prohaska su 4 battaglioni
  - 2ª Batteria a piedi da 6 dell'8º Reggimento
- Brigata Barone von Roden
  - 2º Battaglione del 4º reggimento confinario Szluini
  - 11º Reggimento Principe Ereditario di Sassonia su 4 battaglioni
  - 10ª Batteria a cavallo (metà) dell'8º Reggimento

2ª Divisione
- Comandante: Feldmaresciallo Luogotenente von Lang
- Brigata von Philippovich
  - 5º Battaglione cacciatori
  - 17º Reggimento Principe Hohenlohe su 4 battaglioni
  - 1ª Batteria a piedi da 6 dell'8º Reggimento
- Brigata von Boer
  - 3º Battaglione cacciatori
  - 39º Reggimento Don Miguel su 4 battaglioni
  - 10ª Batteria a cavallo (metà) dell'8º Reggimento
- Brigata Lippert
  - 9º Battaglione cacciatori
  - 59º Reggimento Arciduca Ranieri su 3 battaglioni
  - 11ª Batteria a cavallo dell'8º Reggimento

Riserva di Corpo d'Armata
- 6ª Batteria a piedi da 12 dell'8º Reggimento
- 8ª batteria a cavallo dell'8º Reggimento
- 8ª Batteria a razzi su 4 pezzi
- 1º Reggimento ussari Imperatore su 4 squadroni
- 8ª compagnia di sanità

9º Corpo d'Armata
(rimase estraneo alla battaglia di Magenta)
Comandante
- Comandante: Generale di cavalleria conte Johann Franz von Schaffgotsch

Divisione di cavalleria di riserva
(4.209 uomini, 3.578 cavalli e 16 pezzi)
Comandante
- Comandante: Feldmaresciallo luogotenente conte Alexander von Mensdorff
- Brigata Principe von Holstein
  - 5º Reggimento dragoni Principe Eugenio su 6 squadroni
  - 6º Reggimento dragoni Barone Hovart su 6 squadroni
  - 10ª Batteria a cavallo del 3º Reggimento
- Brigata Conte Palffy
  - 12º Reggimento ussari Conte Haller su 4 squadroni
  - 1º Reggimento ulani Conte von Civalart su 7 squadroni
  - 9ª Batteria a cavallo del 3º Reggimento

Divisione di fanteria di riserva
(16.386 uomini, 1.308 cavalli e 20 pezzi)
Comandante
- Comandante: Feldmaresciallo luogotenente barone Karl von Urban
- Brigata Habermann
  - 19º Reggimento cacciatori
  - 33º Reggimento Conte Giulaj su 3 battaglioni
  - 4ª Batteria a piedi da 6 dell'8º Reggimento
- Brigata von Rupprecht
  - 1º Battaglione del 4º reggimento confinario Szluini
  - 41º Reggimento Barone Kellner su 3 battaglioni
  - 2ª Batteria a piedi da 6 del 2º Reggimento
  - reparti vari tratti dai reggimenti 58° e 49°
  - 4 squadroni del 12º reggimento Conte Haller
  - 7ª Batteria a piedi da 12 dell'8º Reggimento
  - metà della 4ª batteria mortai su 4 pezzi
  - 2ª compagnia del 3º battaglione del genio

Divisione di artiglieria di armata
(2.962.386 uomini, 4.093 cavalli e 92 pezzi)
Comandante
- Comandante: Tenente Colonnello Schlag (o forse von Herle)
- Vicecomandante: Maggiore Hoffmann
- Comandante colonna munizioni: Maggiore Kuehnel
- Batterie a piedi da 12
  - 5^ del 3º Reggimento
  - 5^ del 5º Reggimento
  - 6^ e 7^ del 7º Reggimento
  - 5^ dell'8º Reggimento
- 11ª Batteria a cavallo dell'8º Reggimento
- Batterie a razzi
  - 6ª Batteria a razzi
  - 9ª Batteria a razzi
  - 16ª Batteria a razzi
- 1ª Batteria da posizione da 18
- Batterie mortai da campo
  - 1ª Batteria mortai da campo
  - 2ª Batteria mortai da campo
  - 3ª Batteria mortai da campo

### Esercito Francese

#### Armata Francese d'Italia
Quartier Generale
Comandante
- Comandante: Imperatore Napoleone III

Casa Militare

Aiutanti di Campo
- Generale di divisione conte Christophe Michel Roguet
- Generale di divisione Jules Charles Conway De Cotte
- Generale di divisione Gustave Olivier Lannes, conte di Montebello
- Generale di brigata Ybelin de Bèville
- Generale di brigata Edgar Napoléon Henry Ney, principe della Moscova
- Generale di brigata Émile Félix Fleury (1° scudiero)
- Colonnello di Stato Maggiore conte Charles-François de Waubert de Genlis
- Colonnello di Stato Maggiore marchese Edmond Eugène de Toulengeon
- Colonnello di Stato Maggiore conte Jacques Félix Auguste Lepic
- Tenente Colonnello di Stato Maggiore conte André Charles Victor Reille
- Tenente Colonnello di artiglieria Idelphonse Favé

Ufficiali di Ordinanza
- Capo squadrone di artiglieria Barone de Meneval
- Capo squadrone di Stato Maggiore Schmitz
- Capitano di artiglieria Brady
- Capitano di Stato Maggiore conte Gaston d'Andlau
- Capitano di Stato Maggiore Dieudonné Charles Eugène Klein de Kleinenberg
- Capitano di cavalleria Visconte Friant
- Capitano di cavalleria De Tascher de la Pagerie
- Capitano di fanteria principe Henri Godefroi Bernard Alphonse de la Tour d'Auvergne-Laugrais
- Capitano di Stato Maggiore Aynard Antoine François de Clerimont-Tonnerre
- Capitano di fanteria Charles Darguesse
- Tenente di Vascello visconte Camille de Nompère de Champagny, duca di Cadore
- 1° Scudiero barone Louis Honoré de Bourgoing
- 2° Scudiero Davilliers
- 3° Scudiero barone Nicolas Clary
- Capitano di collegamento conte Cesare Vimercati (con il 3º Corpo d'Armata)

Servizi dell'Imperatore
- Primo medico Henri Conneau
- Chirurgo barone Félix Hippolyte Larrey, medico capo dell'Armata d'Italia
- Cappellano abate Laine
- Maestro delle istanze Robert
- Segretario di gabinetto Gustave Lemarié

Quartier Generale
Stato Maggiore
- Capo: Maresciallo Jean Baptiste Philibert Vaillant
- 1° Aiutante di Campo: Colonnello di Stato Maggiore de Castelnau
- 2° Aiutante di Campo: Tenente Colonnello di Stato Maggiore Gabriel de Chamberet
- Aiutante maggiore generale: Generale di Divisione Edmond-Charles de Martimprey
- Sotto aiutante maggiore generale: Generale di Brigata Charles Eugène Baret de Rouvray
- Comandante del quartier generale: Generale di Brigata Rose
- Comandante dell'artiglieria: Generale di Divisione Edmond Le Bœuf
- Capo di Stato Maggiore dell'artiglieria: Generale di Brigata Meazure
- Comandante del Genio: Generale di Divisione Charles Auguste Frossard
- Capo di Stato Maggiore del Genio: Colonnello Lebrettevillois
- Intendente generale: Paris de Bollardiére
- Gran preposto colonnello di gendarmeria: Colonnello Paul Édouard Damiguet de Vernon
- Gran preposto al bagaglio: Tenente Colonnello di gendarmeria Jean Dalchè de la Rive de Desplanels
- Gran preposto ai servizi amministrativi e giudiziari: Colonnello Jules Pierre Bernier De Maligny
- Gran preposto ai servizi topografici e politici: Colonnello Saget
- Comandante della base di Genova: Generale di Divisione Émile Herbillon

Riserva di Armata
- 2 equipaggi da ponte di 250 metri ciascuno
- 6 compagnie di pontieri
- 2 compagnie di minatori
- 1 compagnia di zappatori
- 12 batterie di artiglieria
- 2 batterie di artiglieria da montagna
- 1 batteria a racchette

Guardia Imperiale
- Comandante: Generale di Divisione Auguste Regnaud de Saint-Jean d'Angély
- 1° Aiutante di campo: Tenente Colonnello Robinet
- 2° Aiutante di campo: Capitano Charles Henri Haillot
- Capo di Stato Maggiore: Colonnello Noël Raoult
- Comandante dell'artiglieria: Generale Alfred De Sevelinges
- Comandante del genio: Capitano Goury
- Intendente: De Cetty
- Preposto: Tenente Colonnello di Gendarmeria d'Eggs

1ª Divisione di fanteria
- Comandante: Generale Émile Mellinet
- Capo di Stato Maggiore: Colonnello De Tanlay
- Sotto intendente: Boucher
- Preposto Capitano di gendarmeria: Guiraud
- 1ª Brigata Generale Cler
  - Reggimento di zuavi del Colonnello Guignard
  - 1º reggimento granatieri Colonnello Lenormand de Bretteville
- 2ª Brigata Generale de Wimpffen
  - 2º Reggimento granatieri Colonnello D'Alton
  - 3º Reggimento granatieri Colonnello Metman
- Reparti divisionali
  - 3ª e 4ª batteria del reggimento artiglieria a piedi

2ª Divisione di fanteria
- Comandante: Generale Jacques Camou
- Capo di Stato Maggiore: Colonnello Besson
- Preposto Capitano di gendarmeria: Maurice
- 1ª Brigata Generale Manéque
  - Battaglione di cacciatori Colonnello Clinchant
  - 1º Reggimento volteggiatori Colonnello Mongin
  - 2º Reggimento volteggiatori Colonnello Donay
- 2ª Brigata Generale di Decaen
  - 3º Reggimento volteggiatori Colonnello Dubos
  - 4º Reggimento volteggiatori Colonnello Motaudon
- Reparti divisionali
  - 5ª e 6ª batteria del reggimento artiglieria a cavallo

Divisione di cavalleria
- Comandante: Generale Louis-Michel Morris
- Capo di Stato Maggiore: Colonnello Pajol
- 1ª Brigata Generale Marion
  - 1º Reggimento corazzieri Colonnello Ameil
  - 2º Reggimento corazzieri Colonnello De La Martiniére
- 2ª Brigata Generale De Champéron
  - Reggimento dragoni dell'Imperatrice Colonnello Crespin
  - Reggimento lancieri Colonnello Lichtlin
- 3ª Brigata Generale de Cassaignolles
  - Reggimento cacciatori a cavallo Colonnello de Cauvigny
  - Reggimento guide Colonnello De Mirandol
- Reparti divisionali
  - 3ª e 4ª batteria del reggimento artiglieria a cavallo

Riserva della guardia
- Artiglieria: 4 batterie a cavallo, 2 batterie miste
- Genio: 2 compagnie
- Equipaggi: 1ª e 2ª compagnia

1º Corpo d'Armata
- Comandante: Maresciallo Achille Baraguey-d'Hilliers
- Capo di Stato Maggiore: Generale Adolphe Zéphir François Foltz (o Generale Anselme)
- Comandante dell'artiglieria: Generale Jules Étienne Marie Forgeot
- Comandante del genio: Generale Bouteilloux
- Intendente: Réquier
- Preposto capo squadrone gendarmi: Delhorme
- Cappellano: Abate Jacques Suchet

1ª Divisione
- Comandante: Generale Élie Frédéric Forey
- Capo di Stato Maggiore: Colonnello d'Auvergne
- 1ª Brigata Beuret
  - 17º Battaglione cacciatori D'Audebard
  - 74º Reggimento Guyot
  - 84º Reggimento Carubiriels
- 2ª Brigata Blanchard
  - 91º Reggimento Meric
  - 98º Reggimento Consiglio Dumesnil
- Reparti divisionali
  - 6ª Batteria dell'8º reggimento
  - 14 Batteria del 10º reggimento
  - 3ª compagnia del 2º battaglione del 2º reggimento del genio
  - 2ª compagnia del 1º squadrone del treno di equipaggi

2ª Divisione
- Comandante: Generale Paul de Ladmirault
- Capo di Stato Maggiore: Tenente Colonnello Hecquord
- 1ª Brigata Niel
  - 10º Battaglione cacciatori Courrech
  - 15º Reggimento Guerin
  - 21º Reggimento De Fontagnes
- 2ª Brigata De Négrier
  - 61º Reggimento De Taxis
  - 100º Reggimento Mathieu
- Reparti divisionali
  - 15ª Batteria del 10º reggimento
  - 7ª Batteria dell'11º reggimento
  - 5ª compagnia del 1º battaglione del 1º reggimento del genio
  - 1ª compagnia del 5º squadrone del treno di equipaggi

3ª Divisione
- Comandante: Generale François Achille Bazaine
- Capo di Stato Maggiore: Colonnello Charles Romain Latellier-Valezé
- 1ª Brigata Goze
  - 1º Reggimento zuavi Paulze d'Ivoy
  - 33º Reggimento Bordas
  - 34º Reggimento Michelers

3º Corpo d'Armata
- Comandante: Maresciallo François Certain de Canrobert
- 1° Aiutante di campo: Colonnello Bertrand-Marie-Frédéric de Cornély
- 2° Aiutante di campo: Capo squadrone Berthaut
- Capo di Stato Maggiore: Generale Denis De Senneville
- Comandante dell'artiglieria: Generale Courtois Roussel d'Hurbal
- Intendente: Mallarmé
- Preposto capo squadrone gendarmi: Arnaud de Saint Sauveur
- Generale di Collegamento: Capitano Vimercati dell'esercito piemontese

1ª Divisione
- Comandante: Generale Charles Denis Bourbaki
- Capo di Stato Maggiore: Tenente Colonnello François Charles Octave Martenot de Cordoue
- 1ª Brigata Vergé
  - 18º Battaglione cacciatori Avril
  - 11º Reggimento Gelly de Montela
  - 14º Reggimento Duplessis
- 2ª Brigata Ducrot
  - 46º Reggimento Blaise
  - 59º Reggimento Hardy de La Largére
- Reparti divisionali
  - 7ª Batteria del 9º reggimento
  - 9ª Batteria dell'11º reggimento
  - 1ª Compagnia del 1º battaglione del 2º reggimento genio
  - 1ª Compagnia del 2º squadrone del treno di equipaggi

2ª Divisione
- Comandante: Generale Louis-Jules Trochu
- Capo di Stato Maggiore: Tenente Colonnello De Place
- 1ª Brigata Bataille
  - 1º Reggimento cacciatori La Tourneur
  - 43º Reggimento Broutta
  - 44º Reggimento Pierson
- 2ª Brigata Collineau
  - 64º Reggimento De Youenne
  - 88º Reggimento Sanglé-Ferriére
- Reparti divisionali
  - 7ª Batteria del 7º reggimento
  - 10ª Batteria dell'8º reggimento
  - 5ª Compagnia del 1º battaglione (forse il 2°) del 3º reggimento genio
  - 3ª Compagnia del 4º squadrone del treno di equipaggi

3ª Divisione
- Comandante: Generale Pierre Hippolyte Publius Renault
- Capo di Stato Maggiore: Tenente Colonnello Corson
- 1ª Brigata Picard
  - 8º Battaglione cacciatori Merle
  - 23º Reggimento Auzouy
  - 90º Reggimento Bourjade
- 2ª Brigata Dumont
  - 37º Reggimento Susbielle
  - 75° (o 78°) Reggimento Le Vassor de Sorval
- Reparti divisionali
  - 12ª Batteria del 12º reggimento
  - 9ª Batteria del 12º reggimento
  - 6ª Compagnia del 2º battaglione del 1º reggimento genio
  - 2ª Compagnia del 3º squadrone del treno di equipaggi

Divisione di cavalleria
- Comandante: Generale Desvaux
- Capo di Stato Maggiore: Tenente Colonnello Charles-Louis Du Pin
- 1ª Brigata Genestet
  - 5º Reggimento ussari de Montaigu
  - 1º Reggimento cacciatori d'Africa De Salignac
- 2ª Brigata De Forton
  - 2º Reggimento cacciatori d'Africa De Bremond
  - 3º Reggimento cacciatori d'Africa De Mézagne
- Reparti divisionali
  - 8ª Batteria del 16º reggimento
  - 11ª Batteria dell'8º reggimento
  - 8ª Batteria del 9º reggimento
  - 17ª Batteria del 5º reggimento
- 2ª Brigata Jannin
  - 41º Reggimento Doens
  - 56º Reggimento Charlier
  - 9ª Batteria dell'8º reggimento
  - 11ª Batteria del 12º reggimento
  - 3ª Compagnia del 1º battaglione del 2º reggimento del genio
  - 1ª Compagnia del 4º squadrone del treno di equipaggi

Divisione di cavalleria "Partouneaux
- Capo di Stato Maggiore: Tenente Colonnello Jean-Michel de Gaujal
- 1ª Brigata De Clérambault
  - 2º Reggimento ussari L'Huillier
  - 7º Reggimento ussari De Lacombe
- 2ª Brigata De Labarejere
  - 6º Reggimento ussari De Valabréque
  - 8º Reggimento ussari De Fontenoy

(forse la 2ª Brigata era composta da 1º e 4º reggimento lancieri)
- Reparti divisionali
  - 6ª Batteria del 15º reggimento
- Riserva del Corpo d'Armata
  - 5ª e 8ª batteria del 7º reggimento
  - 3ª e 7ª batteria del 17º reggimento
  - 17ª Batteria principale del 1º reggimento
  - 7ª compagnia del 1º battaglione del 2º reggimento genio
  - 1^ ciompagnia pontieri per ponti di circostanza

2º Corpo d'Armata
- Comandante: Generale di Divisione Patrice de Mac-Mahon
- 1° Aiutante di campo: Capo Squadrone Borel
- 2° Aiutante di campo: Capitano Broje
- Capo di Stato Maggiore: Generale di Brigata Barthélémy Louis Joseph Lebrun
- Comandante dell'artiglieria: Generale di Brigata Anger
- Comandante dell'artiglieria: Colonnello Lébaron
- Intendente sotto intendente di 1ª classe: Lebrun
- Preposto capo squadrone gendarmi: Bejnaguet

1ª Divisione
- Comandante: Generale Joseph Édouard de La Motte-Rouge
- Capo di Stato Maggiore: Colonnello Jules de Laveaucoupet
- 1ª Brigata Lefévre
  - Reggimento tiragliatori algerini Archinard
  - 45º Reggimento di linea Manuelle
- 2ª Brigata De Polhes
  - 65º Reggimento Drouhot
  - 70º Reggimento Donay
  - 12ª Batteria del 1º reggimento
  - 11ª Batteria dell'11º reggimento
  - 4ª compagnia del 20º battaglione del 2º reggimento genio
  - 2ª compagnia del 5º squadrone del treno equipaggi

2ª Divisione
- Comandante: Generale Esprit Charles Marie Espinasse
- Capo di Stato Maggiore: Colonnello Poulle
- 1ª Brigata Gault
  - 11º Battaglione cacciatori Dumont
  - 71º Reggimento
  - 72º Reggimento Jules Le Jumeau de Kergaradec
- 2ª Brigata De Castagnj
  - 1º Reggimento straniero Colonnello Brayer
  - 2º Reggimento straniero Colonnello De Chabriére
- Reparti divisionali
  - 2ª Batteria del 9º reggimento
  - 13ª Batteria del 13º reggimento
  - 2ª Compagnia del 2º battaglione del 1º reggimento genio
- Brigata di Cavalleria Gaudin de Villaine
  - 4º Reggimento cacciatori a cavallo De Montfort
  - 7º Reggimento cacciatori a cavallo Savaresse
- Riserva del Corpo d'Armata
  - 11ª Batteria del 10º reggimento
  - 14ª Batteria dell'11º reggimento
  - 3ª e 6ª Batteria del 2º reggimento
  - 10ª Batteria principale del 2º reggimento
  - 4ª Compagnia del 1º battaglione del 2º reggimento genio

4º Corpo d'Armata
- Comandante: Generale di Divisione Adolphe Niel
- 1° Aiutante di campo: Capo Battaglione Parmentier
- 2° Aiutante di campo: Capitano Cartier
- Capo di Stato Maggiore: Colonnello Espivent de la Villesboisnet
- Comandante dell'artiglieria: Generale di Brigata Soleille
- Comandante del genio: Colonnello Joujon
- Intendente: Wolff
- Preposto capo squadrone gendarmi: Potié

1ª Divisione fanteria
- Comandante: Generale Joseph Vinoy
- Capo di Stato Maggiore: Tenente Colonnello Osmont
- Comandante del genio: Capo Battaglione Coffyn
- 1ª Brigata Martimprey
  - 6º Battaglione cacciatori La Provotais
  - 52º Reggimento Auguste Gaspard Camille Capriol de Péchassaut
  - 73º Reggimento O'Malley
- 2ª Brigata De La Charrière
  - 85º Reggimento Vèron (detto Bellecourt)
  - 86º Reggimento De Bertier
- Reparti divisionali
  - 12ª Batteria dell'8º reggimento
  - 9ª Batteria del 9º reggimento
  - 7ª Compagnia del 2º battaglione del 1º reggimento

(forse 6ª compagnia del 1º battaglione del 1º reggimento)
2ª Divisione fanteria
- Comandante: Generale Pierre Louis Charles de Failly
- Capo di Stato Maggiore: Tenente Colonnello D'Arrantes
- Comandante del genio: Capo Battaglione Faisolle
- 1ª Brigata O'Farrell
  - 15º Battaglione cacciatori Lion
  - 2º Reggimento Levy
  - 53º Reggimento Capin
- 2ª Brigata Saurin
  - 56º Battaglione De Maleville
  - 76º Reggimento Bechon de Caussade
- Reparti divisionali
  - 7ª Batteria del 10º reggimento
  - 12ª Batteria del 13º reggimento
  - 3ª Compagnia del 2º battaglione del 3º reggimento genio

3ª Divisione fanteria
- Comandante: Generale Louis Henri François de Luzy-Pelissac
- Capo di Stato Maggiore: Colonnello Pissis
- Comandante del genio: Capo Battaglione Worms de Romilly
- 1ª Brigata Douay
  - 5º Battaglione cacciatori Thouvenin
  - 30º Reggimento Lacroix
  - 49º Reggimento De Mallet
- 2ª Brigata Lenoble
  - 6º Battaglione Dupin de Saint-Andrè
  - 8º Reggimento Curson de la Villeneuve
- Brigata di cavalleria Richenpanse
  - 2º Reggimento cacciatori Lepic
  - 10º Reggimento cacciatori Arbellot
- Reparti divisionali
  - 13ª Batteria del 12º reggimento
  - 7ª Batteria del 13º reggimento
  - 5ª Compagnia del 1º battaglione del 1º reggimento genio
- Riserva del Corpo d'Armata
  - 15ª Batteria del 12º reggimento
  - 10ª Batteria del 13º reggimento
  - 2ª Batteria del 15º reggimento
  - 5ª Batteria del 15º reggimento
  - 18ª Batteria principale del 3º reggimento
  - 6ª Compagnia del 1º battaglione del 3º reggimento genio

5º Corpo d'Armata
- Comandante: S.M. I. Principe Napoleone Giuseppe Carlo Paolo Bonaparte
- 1° Aiutante di campo: Colonnello De Franconière
- 2° Aiutante di campo: Capo Squadrone Camille Ferri-Pisani
- Capo di Stato Maggiore: Generale di Brigata De Beaufort d'Hautpoul
- Comandante dell'artiglieria: Generale di Brigata Fiereck
- Comandante del genio: Generale di Brigata Grégoire Coffinières de Nordeck
- Intendente: Moisez

1ª Divisione fanteria
- Comandante: Generale D'Autemarre d'Erville
- Capo di Stato Maggiore: tenente colonnello Achille Charles Louis Desusleau de Malroy
- Comandante del genio: Capo Battaglione Fervel
- 1ª Brigata Neigre
  - 3º Reggimento zuavi De Chabron
  - 75º Reggimento De Lastellet
  - 89º Reggimento Pellettier de Montmarie
- 2ª Brigata Correard
  - 93º Reggimento Pissonet de Bellefonds
  - 99º Reggimento Gondallier de Tugny
- Reparti divisionali
  - 13ª Batteria dell'11º reggimento
  - 5ª Batteria del 13º reggimento
  - 2ª Compagnia del 1º battaglione del 2º reggimento genio

2ª Divisione fanteria
- Comandante: Generale Jean-Jacques Uhrich
- Capo di Stato Maggiore: Colonnello Emmanuel-Victor Regnard de Gironcourt
- Comandante del genio: Capo Battaglione De Courville
- 1ª Brigata Grandchamp
  - 14º Battaglione cacciatori Severin
  - 18º Reggimento D'Anterroches
  - 26º Reggimento De Sorbiers
- 2ª Brigata Cauvin de Bourguet
  - 80º Reggimento Chardon de Chaumont
  - 82º Reggimento Becquet de Sounay
- Reparti divisionali
  - 3ª e 6ª batteria del 9º reggimento
  - 4ª Batteria del 14º reggimento
  - 3ª Compagnia del 1º battaglione del 3º reggimento genio
- Riserva del Corpo d'Armata
  - 1ª Compagnia del 2º e 3º reggimento genio
  - 4 batterie d'artiglieria a parco
- Brigata di cavalleria De La Perouse
  - 6º e 8º reggimento ussari

### Esercito Sardo
Quartier Generale esercito sardo
Comandante
- Comandante: Re Vittorio Emanuele II di Savoia

Casa Militare

Aiutanti di Campo
- 1° Aiutante di campo: Conte Enrico Morozzo Della Rocca
- Aiutante di Campo: Alessandro d'Angrogna Luserna
- Aiutante di Campo: Giacomo Carderina
- Aiutante di Campo: Paolo Solaroli di Briona
- Aiutante di Campo: Morozzo
- Aiutante di Campo: Cicala
- Aiutante di Campo: Alessandro Negri di Sanfront

Ufficiali di Ordinanza
- Ufficiale di Ordinanza: Nasi
- Ufficiale di Ordinanza: Borax
- Ufficiale di Ordinanza: Carlo Felice Nicolis, conte di Robilant
- Ufficiale di Ordinanza: Balbo
- Ufficiale di Ordinanza: Rocca
- Ufficiale di Ordinanza: Riccardi
- Ufficiale di Ordinanza: Langier
- Ufficiale di Ordinanza: Jacquer de Biller
- Ufficiale di Ordinanza: Castellengo
- Ufficiale di Ordinanza: Vincenzo Coconito di Montiglio

Quartier Generale
Stato Maggiore
- Ministro dell'Esercito in campo: Generale Alfonso Lamarmora
- Capo di Stato Maggiore: Generale Conte Enrico Morozzo della Rocca
- Comandante dell'artiglieria: Colonnello Cavalier Giuseppe Pastore
- Comandante applicato al comando: Colonnello Cavalier Giuseppe Ansaldo
- Comandante del genio: Generale Conte Luigi Menabrea
- Capo della sezione topografica dello Stato Maggiore: Colonnello Cavalier Alessandro Ricci
- Addetto allo Stato Maggiore: Maggiore Cesare Francesco Ricotti-Magnani
- Intendente generale: Colonnello Marchese Federico Basso Della Rovere
- Comandante dei carabinieri: Colonnello Conte Francesco Montù di Montù Beccaria
- Comandante del treno: Maggiore Conte Carlo Aribaldi Chillini
- Medico ispettore: Conte Giovanni Antonio Comisetti
- Squadrone guide

Cacciatori delle Alpi
- Comandante: Generale Giuseppe Garibaldi
- 1º Reggimento Cosenz: Enrico Cosenz
- 2º Reggimento Medici: Giacomo Medici
- 3º Reggimento Ardoino: Nicola Ardoino
- 2º Squadrone guide
- 1 Compagnia di carabinieri genovesi

Cacciatori degli Appennini
- Comandante: Tenente Colonnello Baldoni
- 4 Battaglioni

Legione ungherese Klapka
- 5 Battaglioni

di stanza a Genova
Riserva di artiglieria
- Comandante: Maggiore Genova Giovanni Thaon di Revel
- 3 batterie
- Brigata pionieri
- Batteria razzi

Parco

Treno di Armata
1ª Divisione
- Comandante: Generale Angelo Bongiovanni di Castelborgo
- Brigata Granatieri di Sardegna
  - Comandante: Generale Luigi Scozia di Calliano
  - 1º Reggimento granatieri
  - 2º Reggimento granatieri
  - 3º Battaglione bersaglieri
- Brigata Savoia
  - Comandante: Generale Perrieri
  - 1º Reggimento fanteria
  - 2º Reggimento fanteria
  - 4º Battaglione bersaglieri
- Reggimento cavalleggeri Alessandria
- 5ª Brigata di artiglieria
  - 10ª Batteria
  - 11ª Batteria
  - 12ª Batteria
- 6ª Compagnia zappatori
- Treno
- Sezione ponte
- Drappello di carabinieri
- Drappello guide

2ª Divisione
- Comandante: Generale Manfredo Fanti
- Brigata Piemonte
  - Comandante: Generale Filiberto Mollard
  - 3º Reggimento di fanteria
  - 4º Reggimento di fanteria
  - 9º Battaglione bersaglieri (magg. Angelino)
- Brigata Aosta
  - Comandante: Generale Alessandro Danesi
  - 5º Reggimento di fanteria
  - 6º Reggimento di fanteria
  - 1º Battaglione bersaglieri
- 6ª Brigata di artiglieria
  - 13ª Batteria
  - 14ª Batteria
  - 15ª Batteria
- Reggimento cavalleggeri Novara
- Reggimento cavalleggeri Aosta
- 2ª Compagnia zappatori
- Treno
- Sezione ponte
- Drappello carabinieri
- Drappello guide

3ª Divisione
- Comandante: Generale Giovanni Durando
- Brigata Cuneo
  - Comandante: Generale Matteo Annibale Arnaldi
  - 7º Reggimento di fanteria
  - 8º Reggimento di fanteria
  - 10º Battaglione bersaglieri
- Brigata Pinerolo
  - Comandante: Generale Morozzo
  - 13º Reggimento di fanteria
  - 14º Reggimento di fanteria
  - 2º Battaglione bersaglieri
- 3ª Brigata di artiglieria
  - 4ª Batteria
  - 5ª Batteria
  - 6ª Batteria
- Reggimento cavalleggeri Monferrato
- 1ª Compagnia di zappatori
- Treno
- Sezione ponte
- Drappello carabinieri
- Drappello Guide

4ª Divisione
- Comandante: Generale Enrico Cialdini
- Brigata Regina
  - Comandante: Generale De Villamarina
  - 9º Reggimento di fanteria
  - 10º Reggimento di fanteria
  - 7º Battaglione bersaglieri
- Brigata Savona
  - Comandante: Generale Carlo Felice Broglie
  - 15º Reggimento di fanteria
  - 16º Reggimento di fanteria
  - 6º Battaglione bersaglieri
- Reggimento lancieri Novara
- 2ª Brigata di artiglieria
  - 1ª Batteria
  - 2ª Batteria
  - 3ª Batteria
- 7ª Compagnia zappatori
- Treno
- Sezione ponte
- Drappello di carabinieri
- Drapello di guide

5ª Divisione
- Comandante: Generale Domenico Cucchiari
- Brigata Casale
  - Comandante: Generale Ignazio De Genova di Pettinengo
  - 11º Reggimento di fanteria
  - 12º Reggimento di fanteria
  - 8º Battaglione bersaglieri
- Brigata Acqui
  - Comandante: Generale Gozzani
  - 17º Reggimento di fanteria
  - 18º Reggimento di fanteria
  - 5º Battaglione bersaglieri
- 1º Squadrone reggimento cavalleggeri Monferrato
- 2º Squadrone reggimento cavalleggeri Monferrato
- 4ª Brigata di artiglieria
  - 7ª Batteria
  - 8ª Batteria
  - 9ª Batteria
- 8ª Compagnia zappatori
- Treno
- Sezione ponte
- Drappello di carabinieri
- Drapello di guide

Divisione cavalleria
- Comandante: Generale Callisto Bertone di Sambuy
- 1ª Brigata di cavalleria
  - Comandante: Generale Ettore De Sonnaz
  - Reggimento di cavalleria di linea Nizza
  - Reggimento di cavalleria di linea Piemonte Reale
- 2ª Brigata di cavalleria
  - Comandante: Generale Carlo Maria Bracorens di Savoiroux
  - Reggimento di cavalleria di linea Savoia
  - Reggimento di cavalleria di linea Genova
- 1ª Brigata di artiglieria
  - 1ª Batteria a cavallo
  - 2ª Batteria a cavallo
- Servizi
- Drappello di carabinieri